# Арфак (горы)
Арфа́к — горный хребет, расположенный на полуострове Чендравасих в провинции Западное Папуа, Индонезия.

## Этимология
Термин «arfak» вышел из языка прибрежного народа Биак, что означает «хуже». Это связано с тем, насколько велики горы по сравнению с другими низменными районами, находящимися в этом регионе. Расположенные в восточных и центральных районах полуострова, эти горы круто поднимаются над морем, при этом вокруг них почти нет прибрежной равнины. Гору Арфак, являющуюся самой высокой точкой в Западном Папуа и полуострове Чендравасих, высотой 2955 м, можно увидеть из столицы провинции Маноквари.

## Биологическое разнообразие
Начиная с голландских колониальных времен, горы были одним из наиболее часто изучаемых и наиболее известных регионов Западного Папуа для наблюдения за птицами. Наряду с горами Тамрау на севере два хребта были разделены травянистой долиной Кебар, которая является родиной многих коренных народов, с множеством видов. Находящиеся вблизи города Маноквари, горы являются важным и местом биоразнообразия, входящим в экорегион Фогелькопа Монтане, которому угрожает опасность. Коренные народы Хаттам, Мейя и Сугб, которые говорят на сложных языках языках, называют Арфакские горы своим домом и в конечном итоге являются хранителями будущего всё более меньшей популяции Райских птиц, обнаруженных в этой области.